# TOLOnews
TOLOnews – afgański portal informacyjny i kanał telewizyjny nadający całą dobę. Dostępny w językach: angielskim, dari i paszto.
Portal i telewizyjny kanał informacyjny powstały w sierpniu 2010 roku przy redakcji TOLO TV, którą po upadku rządu talibów w 2003 roku założył Saad Mohseni. Jego firmę medialną, MOBY Group, w początkach funkcjonowania wspierał rząd USA i korporacja News Corporation Ruperta Murdocha.
TOLOnews jest pierwszym afgańskim medium elektronicznym, które do zawodu dziennikarskiego dopuściło kobiety. Dziennikarki i reporterki mogły też występować na wizji z odsłoniętymi twarzami.
Kanał i jego dyrektor, Lotfollah Najafizadeh, w 2016 roku otrzymali francuską nagrodę Freedom of Information Award. W tym samym roku magazyn Time przyznał Najafizadehowi tytuł Światowego Lidera Nowej Generacji, a rok później znalazł się na liście magazynu Forbes, w gronie trzydziestu najbardziej wpływowych ludzi na rynku azjatyckim.